# Districte de Kozhikode
El districte de Kozhikode és una subdivisió administrativa de Kerala amb capital a Kozhikode, més coneguda com a Calicut. Té una superfície de 2344 km² i una població de 2.878.498 habitants (2001).

## Administració
Està dividit en tres talukes:
- Vadakara
- Koyilandy
- Kozhikode

I dotze blocks de desenvolupament:
Kunnumal, Koyilandi, Balussery, Perambra, Kunnamangalam, Thodannur, Koduvally, Meladi, Vadakara, Panthalayani, Chelannur i Kozhikode.
El districte es va crear l'1 de gener de 1957 per partició en tres districtes de l'antic districte de Malabar. A la seva creació tenia cinc talukes però el 16 de juny de 1960 les d'Ernad i Tirur foren transferides al nou districte de Malappuram. Per contra li foren units altres territoris; el 1980 se'n van segregar aquestos territoris que, junt amb altres, van formar el nou districte de Wayanad.

## Història
Vegeu Kozhikode

## Llocs interessants
- Temples de Kozhikode: Tali Temple, Thiruvannur. Azhakodi, Varakkal, Bilathikulam, Bhairagi Madam
- Temple de Lokanarkavu a Memunda prop de Vatakara
- Temple de Sidda Samajam
- Temple Sree Muthappan Payamkuty Mala, a Memunda
- Bancs d'arena de Vatakara
- Platja de Kappad, lloc on va desembarcar Vasco de Gama el 27 de maig de 1498
- Beypore, port 10 km al sud, fabricació de vaixells tradicionals
- Thusharagiri, cascada a 55 km
- Kozhippara, cascada a la part oriental del districte
- Peruvannamuzhi, resclosa, santuari d'ocells i de cocodrils
- Kakkayam, resclosa, central hidroelèctrica, lloc per fer trekking.